# Anna Bělská
Anna Bělská (okolo 1430–1490) byla těšínská kněžna, manželka Boleslava II. Těšínského.

## Život
Narodila se kolem roku 1430 jako dcera knížete Ivana Bělského († po 1452), místodržícího ve Velikém Novgorodě, a Vasilisy Holšanské zvané Bělucha († před 1484). Po otci byla příslušnicí rodu Gediminovců, po matce pak neteří polské královny Sofie Litevské. Měla tři sestry a čtyři bratry.
Koncem června 1448 se provdala za těšínského knížete Boleslava II. Sňatek proběhl s podporou polského krále Kazimíra IV. Jagellonského, který chtěl touto cestou posílit vliv svého rodu ve Slezsku a jako svatební dar novomanželům věnoval 2000 zlatých. Manželé trvale sídlili na hradě ve Fryštátě, z jejich svazku vzešli syn Kazimír II. a dcery Žofie a Barbora.
Po ovdovění v roce 1452 Anna převzala fryštátské panství jako své vdovské věno a vychovávala zde syna až do jeho plnoletosti. Výraznou péči věnovala samotnému městu Fryštátu, kde v letech 1470-1472 založila špitál pro nejchudší obyvatele s kaplí svatého Bartoloměje a o desetiletí později hmotně podpořila vznik městské lázně. Rovněž cenné fresky ve zdejším kostele svatého Kříže, zobrazující umučení svatých Kateřiny a Barbory, jsou datovány do doby jejího působení.
Zemřela v roce 1490, pravděpodobně opět na fryštátském hradě.